# Truman Capote

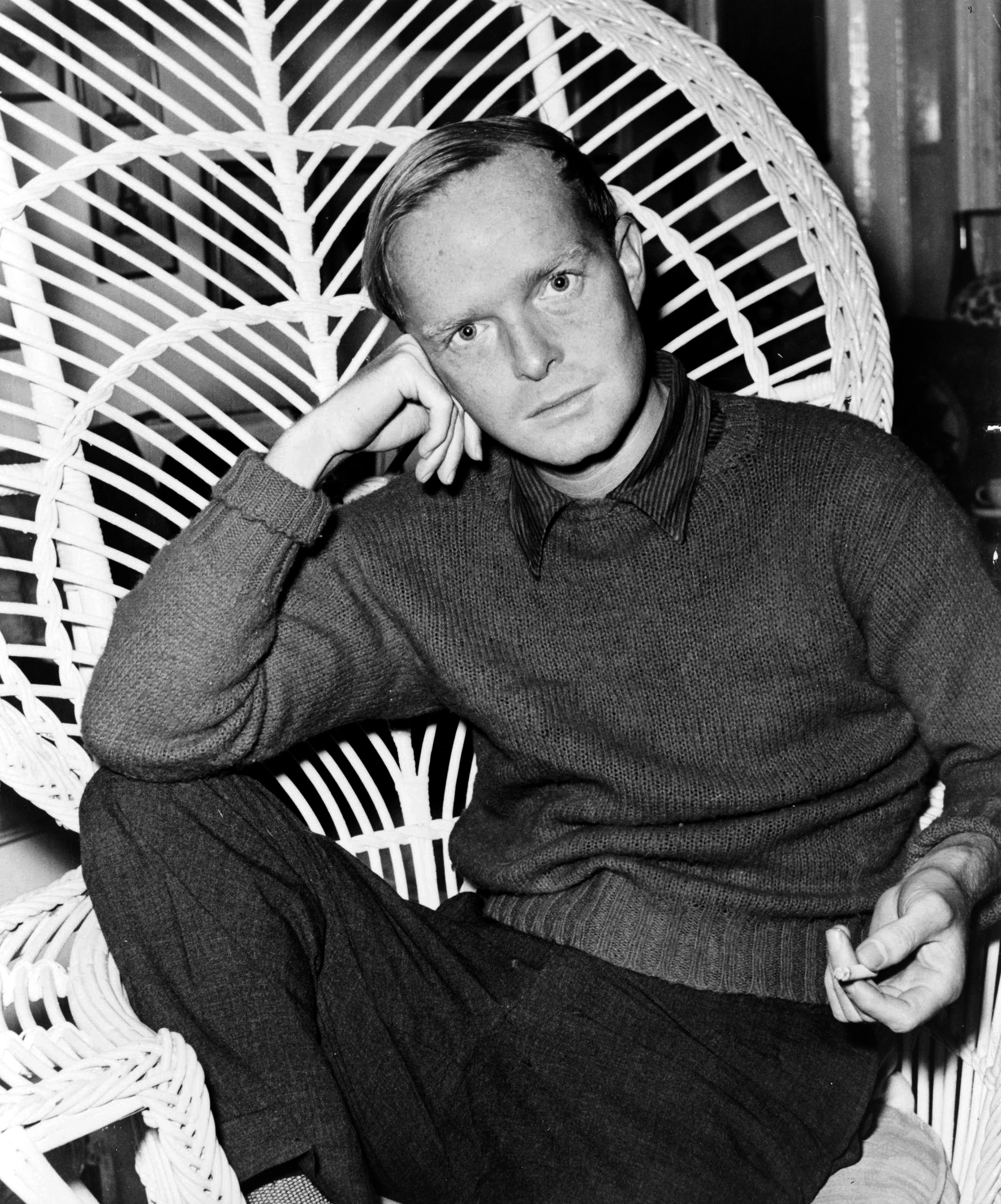
Truman Capote 1959.

Truman Streckfus Persons, känd under författarnamnet Truman Capote (IPA: /ˈtruːmən kəˈpoʊtiː/), född 30 september 1924 i New Orleans i Louisiana, död 25 augusti 1984 i Los Angeles i Kalifornien, var en amerikansk författare, manusförfattare och dramatiker. Han är mest känd som upphovsman till Frukost på Tiffany's och Med kallt blod.

## Biografi
Capote växte upp i Monroeville i Alabama samt i New York. Han var barndomsvän till författaren Harper Lee och han tros vara förebilden för karaktären Dill i romanen Dödssynden.

### Författarskap
Truman Capote var en av de mer tongivande amerikanska författarna under 1950- och 1960-talet. Han uppmärksammades först via två romaner med sydstatsmotiv, dels 1948 års Other Voices, Other Rooms (på svenska som Andra röster, andra rum), dels The Grass Harp (översatt till svenska som Gräsharpan). Den förstnämnda kretsar kring en homosexuell pojkes letande efter en plats i vuxenvärlden, medan den sista är en romantiskt hållen kortroman om några udda personers sökande efter skydd.
I 1958 års långnovell Breakfast at Tiffany's (på svenska som Frukost på Tiffany's) tog Capote från den tidigare sydstatsmiljön till storstadslivet. Boken blev tre år senare film, med Audrey Hepburn i huvudrollen som "Holly Golightly".
Capote skulle i fortsättningen återkommande beskriva denna societetsmiljö, inklusive i den postumt utgivna Answered Prayers (på svenska Bönhörd). Denna historia, som publicerades 1975 som följetong i tidskriften Esquire, är en distanserad beskrivning av den glamourösa jetsetvärlden och har beskrivits som Capotes farväl från både denna värld och hans liv som författare.
Förutom Frukost på Tiffany's är Capote kanske mest känd för In Cold Blood från 1966 (på svenska som Med kallt blod). Här gjorde Capote pionjärinsatser inom "new journalism". I denna en av den första dokumentärromanerna behandlades ett verkligt mordfall och de två mördarnas liv fram till deras avrättning. Boken gjordes året därpå om till långfilm, i regi av Richard Brooks.

### Privatliv och senare år
Truman Capote var öppet homosexuell och anses närmast legendarisk för de partyn han brukade hålla i New York, fester som under 1960-talet blev självklara mötesplatser för stadens societet och kulturpersonligheter. Truman ansågs själv vara en väldigt tillbakadragen person.
Mot slutet av sitt liv påverkades Capotes liv av olika sorters missbruk vilket bidrog till hans död 1984.

## Eftermäle
Minst 20 filmer och tv-produktioner bygger på Capotes romaner, noveller och manus.
År 2005 gjordes Capote, en film om Truman Capote och hans undersökningar av morden som skulle leda till Med kallt blod. I filmen gestaltas Capote av Philip Seymour Hoffman. Ett år senare hade ytterligare en biografisk film om precis samma händelser, Capote – en iskall mordgåta, premiär med Toby Jones i huvudrollen.